# Brechnussgewächse
Die Brechnussgewächse oder Loganiengewächse (Loganiaceae) ist eine Familie in der Ordnung der Enzianartigen (Gentianales) innerhalb der Bedecktsamigen Pflanzen (Magnoliopsida). Die etwa 13 Gattungen sind fast weltweit verbreitet. Einige Arten enthalten stark giftige Indolalkaloide.

## Beschreibung
Es sind meist immergrüne, verholzende Pflanzen; Bäume, Sträucher oder Lianen, seltener krautige Pflanzen. Wenige Arten sind Epiphyten. Manche Arten besitzen Dornen. Meistens sind die Laubblätter wechselständig und ganzrandig. Meist sind Nebenblätter vorhanden. 

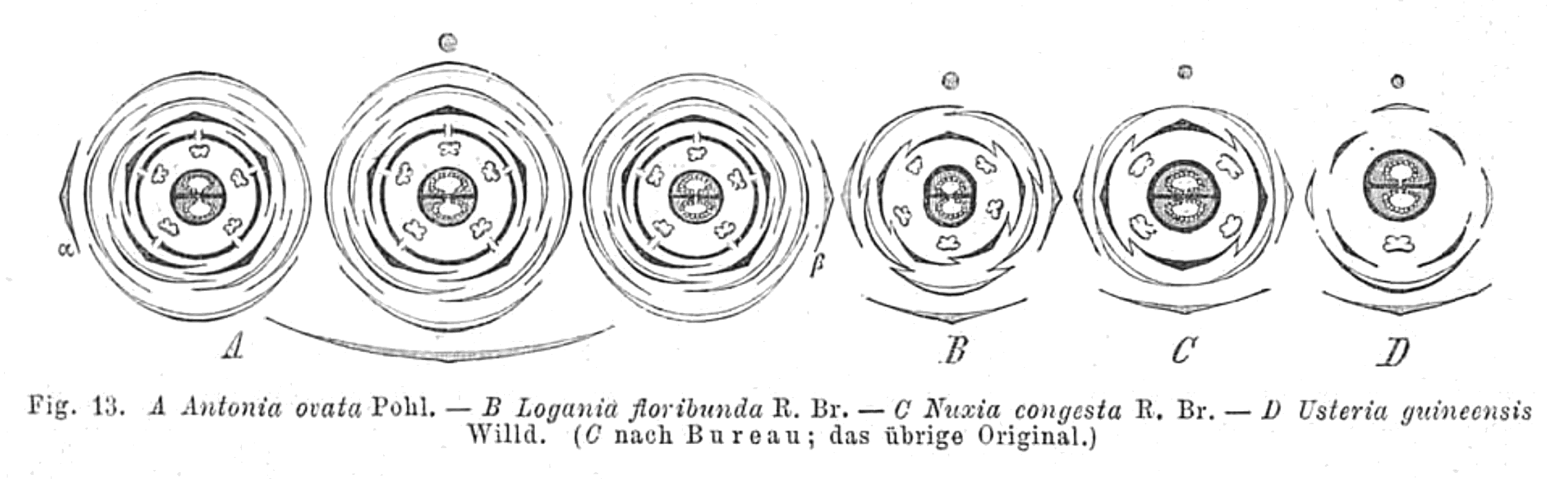
Blütendiagramme

Selten sind die Arten zweihäusig getrenntgeschlechtig (diözisch). Die zymösen Blütenstände sind end- oder achselständig oder rami- bis kauliflor. Die Blüten erscheinen manchmal einzeln. Die Blüten sind meist zwittrig und vier- oder fünfzählig. Die Kelchblätter sind röhrig verwachsen. Die Kronblätter sind zu einer Kronröhre verwachsen. Es ist nur ein Kreis mit vier oder fünf fertilen Staubblättern vorhanden. Zwei Fruchtblätter sind zu einem meist oberständigen Fruchtknoten verwachsen. Es können Nektarien vorhanden sein, meist am Fruchtknoten.
Es werden Kapselfrüchte, Beeren oder Steinfrüchte gebildet. Manchmal sind die Samen geflügelt.

## Systematik und Verbreitung
Die Familie Loganiaceae wurde 1827 durch Robert Brown in Carl Friedrich Philipp von Martius: Nova Genera et Species Plantarum ..., 2, S. 133 aufgestellt. Typusgattung ist Logania R.Br.  Synonyme von Loganiaceae R.Br. ex Mart. nom. cons. sind: Antoniaceae Hutchinson, Gardneriaceae Perleb, Geniostomataceae L.Struwe & V.Albert, Spigeliaceae Berchtold & J.Presl, Strychnaceae Perleb. Nach manchen Klassifikationen (vor allem bei der Systematik der Bedecktsamer nach Tachtadschjan) wird die Familie der Loganiengewächse auch auf vier Familien: Strychnaceae, Antoniaceae, Spigeliaceae und Loganiaceae aufgeteilt. Aktuelle genetische Analysen bestätigen aber die Zusammengehörigkeit zu einer Familie. In der Ordnung der Gentianales sind Loganiaceae die ursprünglichste Familie.
Die Familie Loganiaceae ist fast weltweit verbreitet, fehlt aber in Europa. Die Areale liegen hauptsächlich in den Tropen und Subtropen. Ein Zentrum der Artenvielfalt ist Australien und Neukaledonien.
In der Familie Loganiaceae gibt es etwa 13 Gattungen mit etwa 420 Arten:
- Antonia Pohl: Sie enthält nur die Art:
  - Antonia ovata Pohl: Sie ist in Südamerika verbreitet.[4]
- Bonyunia R.H.Schomb. ex Progel: Die etwa vier Arten sind in Südamerika verbreitet.[4]
- Gardneria Wall. (Syn.: Pseudogardneria Racib.): Die etwa fünf Arten sind in Indien, im zentralen Japan und in Java beheimatet.[4]
- Geniostoma J.R.Forst. & G.Forst. (Syn.: Anasser Juss.): Mit etwa 24 Arten sind in Malesien, Neuseeland, Japan und Tahiti verbreitet.[4]
- Labordia Gaudich.: Die etwa 16 Arten kommen nur auf Hawaii vor.
- Logania R.Br. (Syn.: Nautophylla Guillaumin): Die etwa 35 Arten sind Australien und Neuseeland verbreitet.
- Mitrasacme Labill.: Von den etwa 54 Arten kommen 48 in Australien, 43 nur dort vor. Es gibt auch Arten im östlichen Asien, Indomalesien, Neuseeland und Neukaledonien.[4]
- Mitreola L. (Syn.: Cynoctonum J.F.Gmel.): Die etwa sieben Arten kommen in Afrika, Asien, in der Neuen Welt und auf pazifischen Inseln vor. In China gibt es vier Arten.
- Neuburgia Blume (Syn.: Couthovia A.Gray, Crateriphytum Scheff. ex Koord.): Die zehn bis zwölf Arten kommen in Malesien und auf pazifischen Inseln vor.[4]
- Norrisia Gardner: Die nur zwei Arten kommen im westlichen Malesien vor.[4]
- Spigelia L. (Syn.: Coelostylis Torr. & A.Gray ex Endl. & Fenzl, Pseudospigelia Klett): Die etwa 50 Arten sind in der Neotropis verbreitet.
  - Spigelia genuflexa Popovkin & Struwe kommt im östlichen Brasilien vor.
- Brechnüsse (Strychnos L., Syn.: Atherstonea Pappe, Scyphostrychnos S.Moore): Die etwa 190 Arten sind in den tropischen bis warm-gemäßigten Gebieten weltweit verbreitet. In Afrika kommen etwa 75 Arten vor. Einige Arten liefern Holz oder werden als Zierpflanzen verwendet. Die medizinischen Wirkungen einiger Arten wurden untersucht.[4]
- Usteria Willd.: Sie enthält nur die Art:
  - Usteria guineensis Willd.: Sie kommt im tropischen Afrika vor und besitzt zygomorphe Blüten mit nur einem Staubblatt.

Die monotypische Gattung Desfontainia mit der einzigen Art Desfontainia spinosa Ruiz & Pav., die früher auch in die Familie Loganiaceae eingeordnet wurde, bildet heute die Familie Desfontainiaceae.

## Bilder

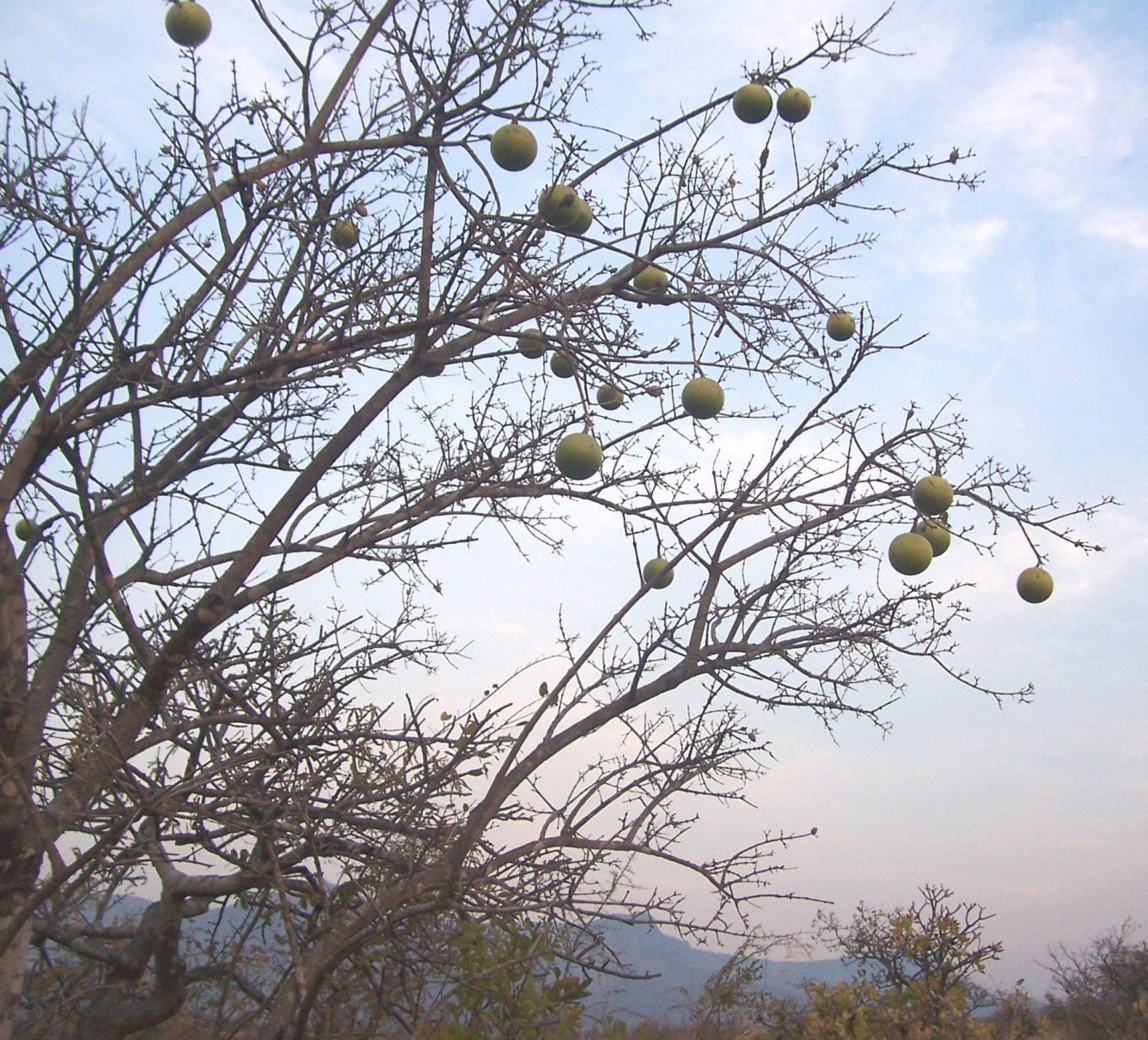
Strychnos spinosa Habitus und Früchte
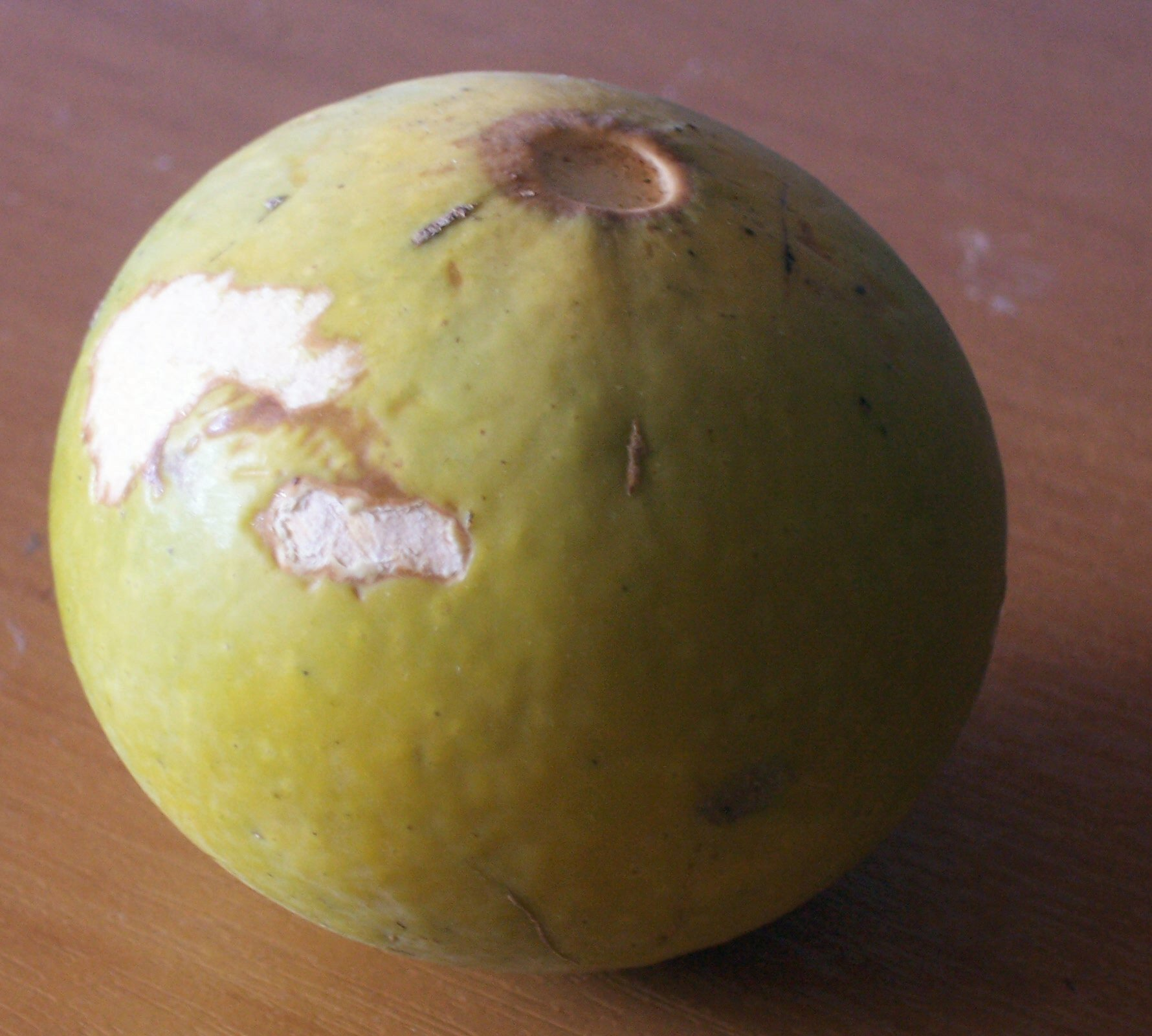
Strychnos spinosa Frucht
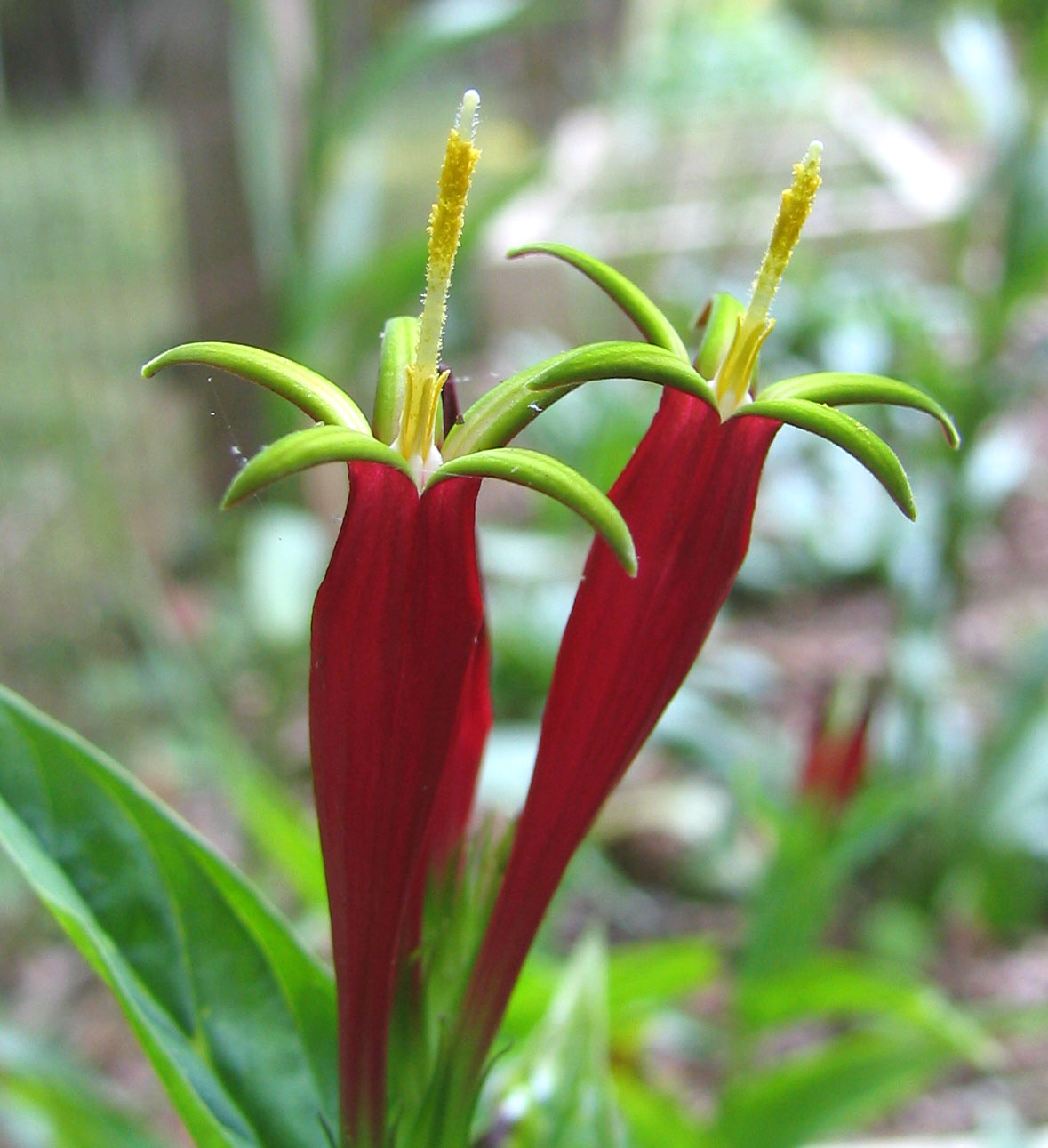
Spigelia marilandica
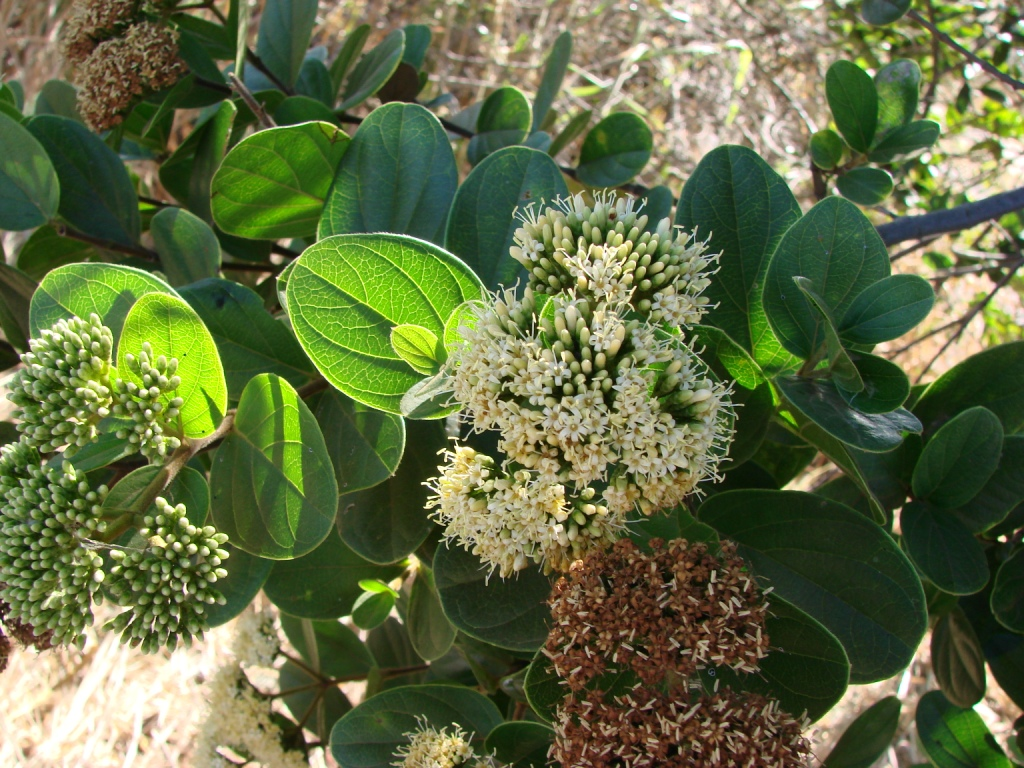
Antonia ovata

Illustrationen:

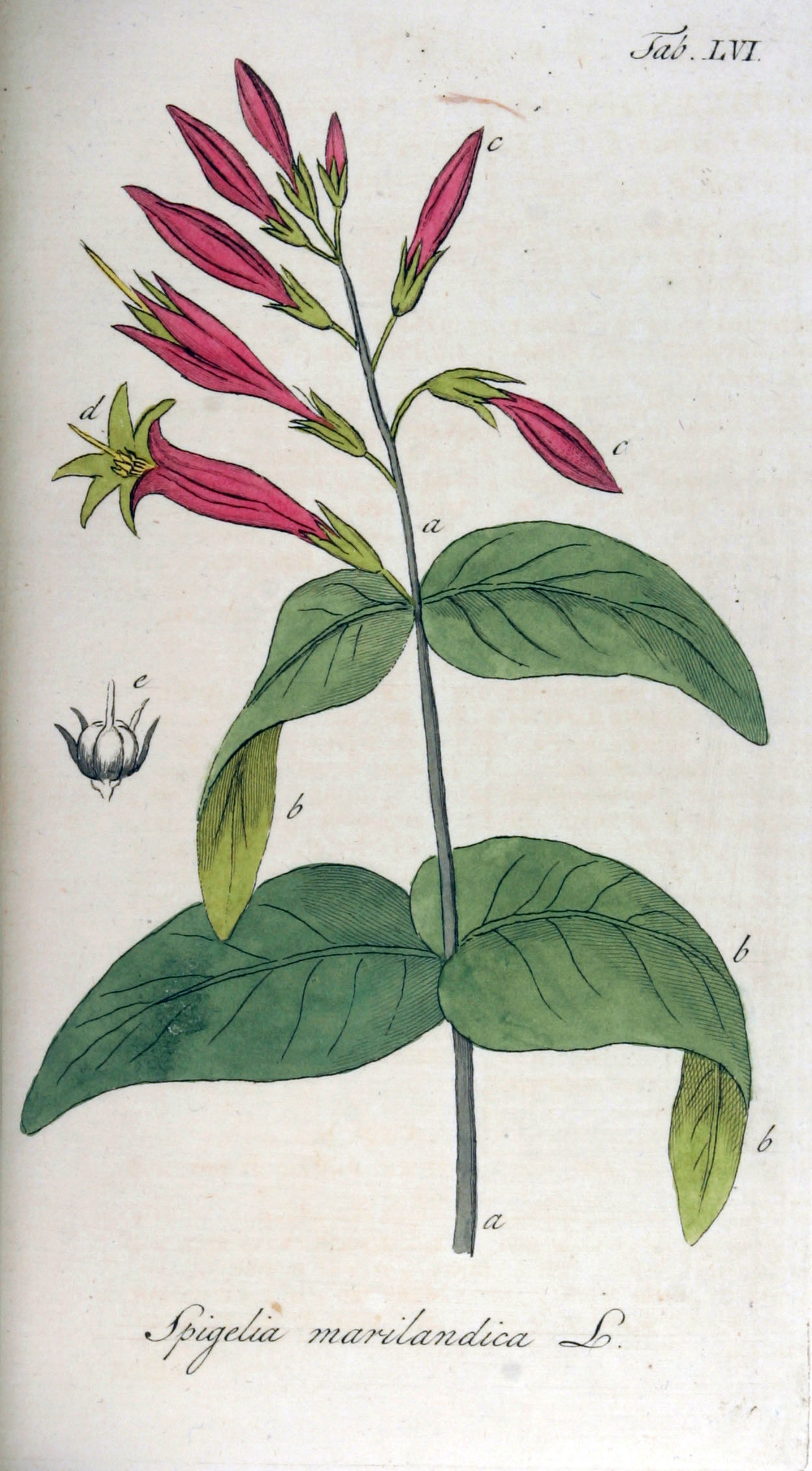
Spigelia marilandica
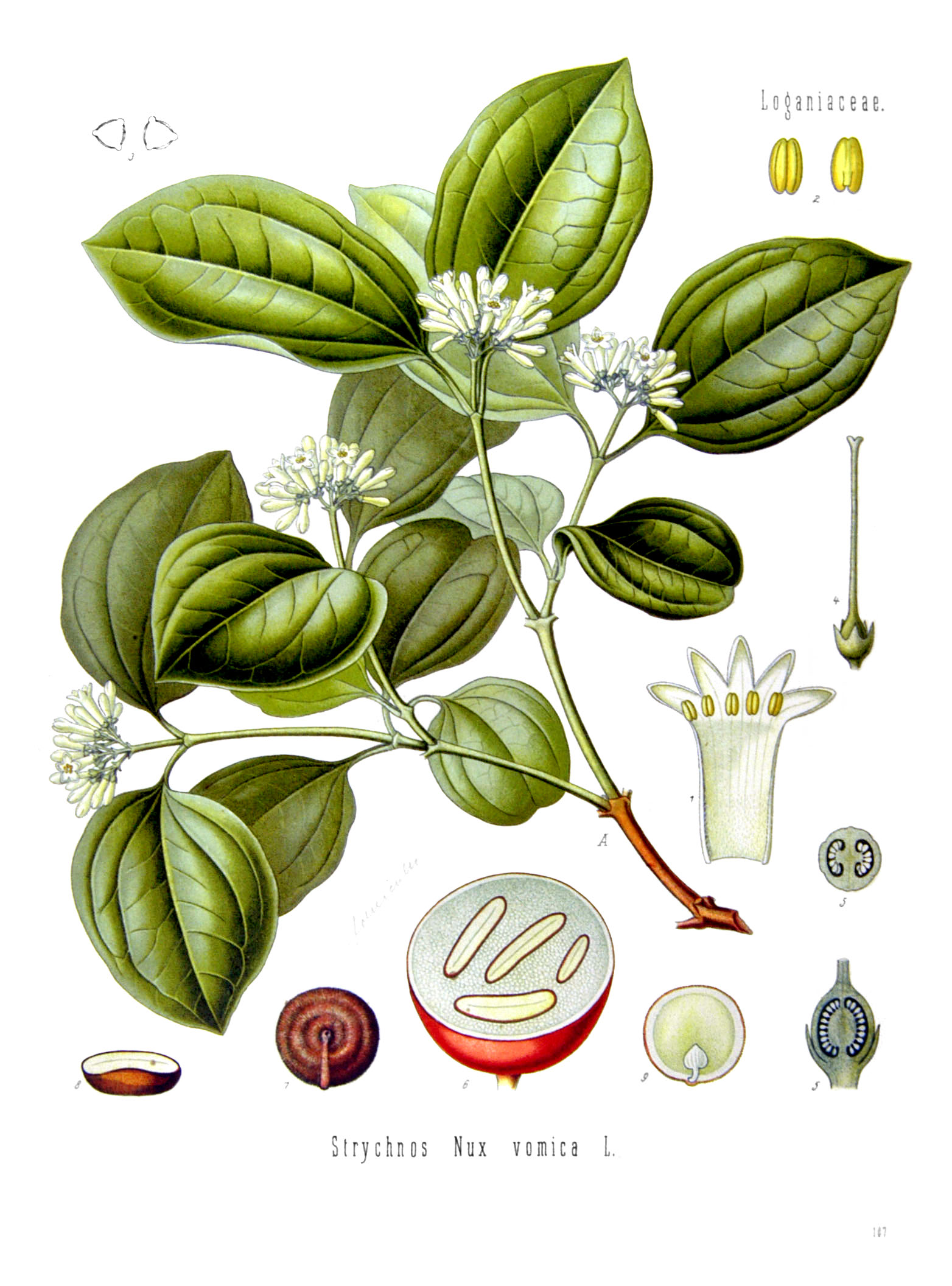
Gewöhnliche Brechnuss (Strychnos nux-vomica)
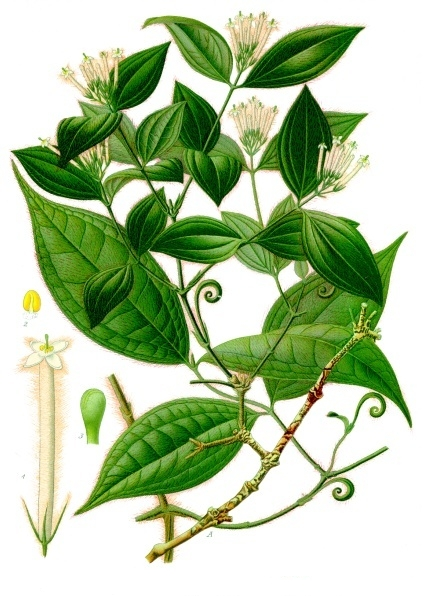
Gift-Brechnuss (Strychnos toxifera)
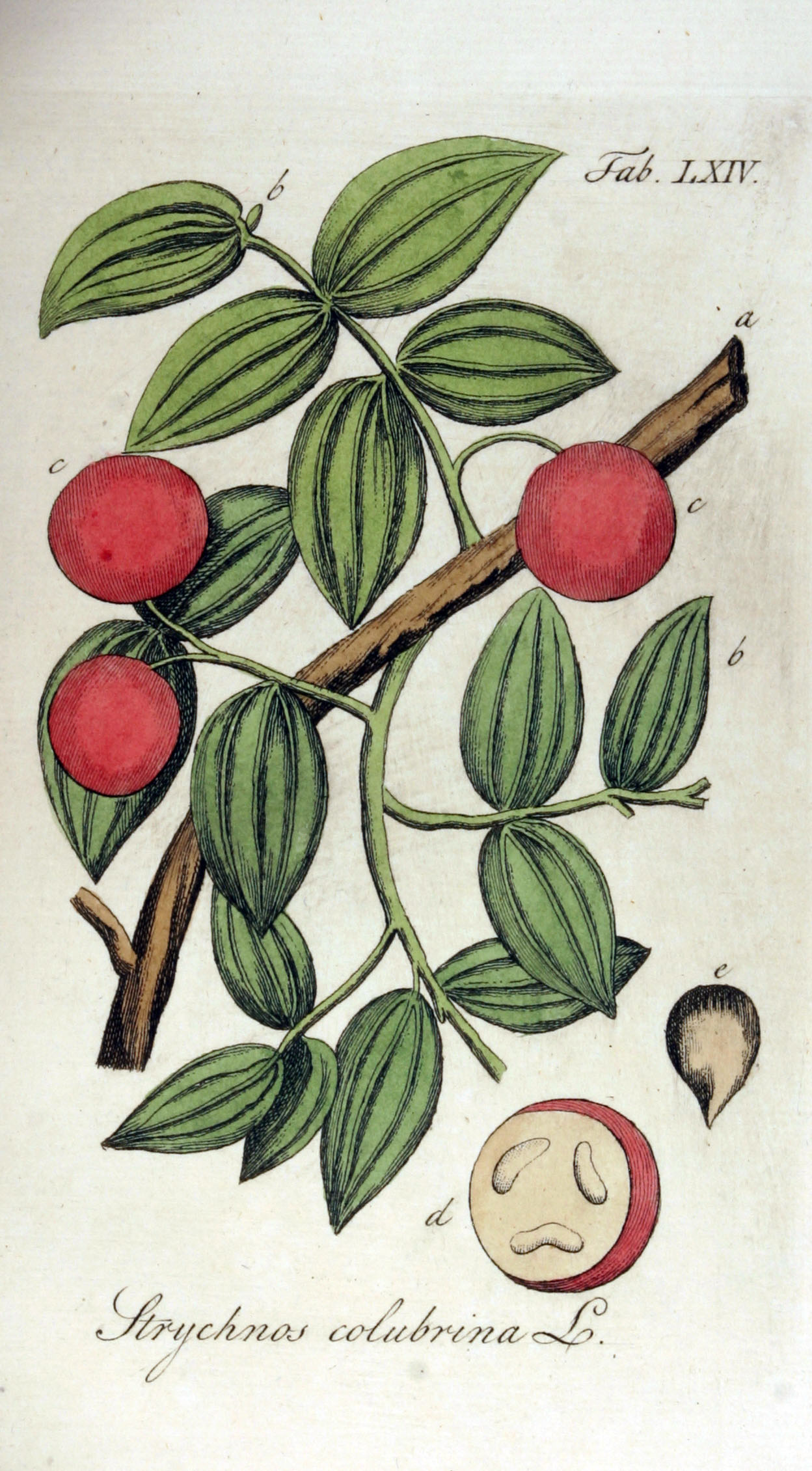
Strychnos wallichiana (Syn.: Strychnos colubrina)